# هلوسة سمعية
الهلوسة السمعية (بالإنجليزية: Auditory hallucination) أو خطل السمع (بالإنجليزية: paracusia) هو نوع من أنواع الهلوسة تتصف بإدراك الصوت من دون منبه صوتي.ويجب التمييز بين الهلوسة السمعية وظاهرة داخل الأذن وهي سماع أصوات من دون مصدر خارجي وسببها خلل في الأذن أو الجهاز السمعي. قد تتعلق هذه الظاهرة باضطرابات الذهان مثل التوحد الهوس ولها أهمية خاصة في تشخيص مثل هذه الحالات. غير أن الشخص عندما يسمع أصواتاً فليس بالضرورة أن يكون يعاني من مرض عقلي يمكن تشخيصه.
هنالك ثلاثة صور رئيسة تحدث فيها غالباً حالات الهلوسة السمعية: أن يسمع الشخص صوتاً يحكي عن أفكاره أو أن يسمع أصواتاً تتجادل فيما بينها أو أن يسمع صوتاً يروي عليه أفعاله. ولا تقتصر هذه الأنواع الثلاثة على كل أنواع الهلوسة السمعية ولكنها الحالات الشائعة.
وهنالك أنواعٌ أخرى من أنواع الهلوسة السمعية مثل متلازمة الرأس المنفجر والأذن الموسيقية. ففي حالة الأذن الموسيقية يسمع الناس الموسيقى في أذهانهم وغالباً ماتكون أغاني مألوفة لديهم، وقد ذكرت التقارير أنه من الممكن أن تحصل للإنسان الهلوسة الموسيقية من الاستماع للموسيقى لفترة طويلة من الوقت، فقد يحدث هذا بسبب خلل في جذع الدماغ (نتيجةً لجلطة أصابت الشخص) أو بسبب اضطرابات النوم مثل النوم القهري أو قد تحدث بسبب الأورام أو التهاب الدماغ أو الخراج، وقد تشمل أيضاً أسباباً أخرى مثل فقدان السمع أو الصرع.

## التاريخ
التاريخ القديم
الفكرة
ينظر العالم القديم للهلوسات برهبة وبنظرة إسطورية وعلى أنها المحرك الأكبر للعالم الطبيعي. فكانت تفسر إما كهبة أو لعنة من الإله أو الآلهة (حسب اعتقاد الثقافة السائدة في ذلك الزمن). ففي عهد الإمبراطور الروماني تيبيريوس (14م - 37م) ادعى بحارٌ اسمه ثامس أنه سمع صوتاً يخبرة أن الإله «بان» قد مات. وعُرف عن مهتفو الوحي في اليونان القديمة أنهم يسمعون هلاوساً سمعية عندما يتنفسون بعض الأبخرة التي تنشط الأعصاب، أما أغلب الأوهام شيوعاً فكان اعتقاد القدماء أن مسبب الهلاوس السمعية هي قوى شيطانية معاقبةً لهم على ذنبٍ اقترفوه.
العلاجات
لم توثق العلاجات التي استخدمت لعلاج الهلوسة السمعية في العالم القديم توثيقاً جيداً. على الرغم من وجود بعض المحاولات التي قام بها طب التداوي لمعالجة هذه الحالة ولكن العلاج الشائع كان بالتضحية وأداء الصلوات أملاً باسترضاء الآلهة. أما علاجات عصور الظلام فكانت الأفظع، فكان المصابون بالهلوسة السمعية يتعرضون لنقب الجمجمة أو يحاكمون كما السحرة. وفي حالات أخرى تكون قد اشتدت فيها أعراض المصابين أن لعنةً تحولهم لحيوانات فكان هؤلاء الأشخاص إما أن يتركون بالشوارع أو يوضعون في مستشفيات المجانين. ووضع المصابين في مستشفيات المجانين أدى في نهاية المطاف إلى ظهور مستتشفيات الأمراض النفسية الحديثة.
ما قبل الحداثة
الفكرة
أُعيد التفكير في ماهية الهلوسة السمعية خلال حركة التنوير الفلسفية. وكنتيجة لهذه الحركة كانت النظرية السائدة في العالم الغربي في أواخر القرن الثامن عشر أن الهلوسة السمعية تعد نتيجة لمرض في العقل مثل الهوس ويعامل على هذا الأساس.
العلاجات
لايوجد علاج فعال للهلوسة حتى هذا الوقت. ولكن يدعي الفكر التقليدي أن الأطعمة النظيفة والماء والهواء كفيلة بجعل جسم المريض يستعيد عافيته (كما في المنتجعات الصحية). في بداية القرن السادس عشر أنشئت مستشفيات المجانين بهدف إزالة الكلاب المسعورة من الشوارع وتركها مقيدة إلى الجدران وتعيش على قذارتها. كانت هذه الملاجئ بمثابة السجن حتى أواخر القرن الثامن عشر ميلادي عندما بدأ الأطباء محاولاتهم لعلاج المرضى النفسيين. فيقوم الأطباء في كثيرٍ من الأحيان بغمر المرضى بالماء البارد أوتجويعهم أوتدوير المرضى على عجلة كنوع من العلاج. فمهد هذا الطريق لعلاجات محددة تجرى على الدماغ ومن أشهرها عملية فصل فص المخ الجبهي ومعالجة بالتخليج الكهربائي وكيّ الجمجمة بالحديد الساخن.

## أسباب محتملة
الأمراض المرتبطة بالهلوسة السمعية
السبب الرئيس للهلوسة السمعية في حالة مرضى الاضطرابات العقلية هو الفصام. وفي مثل هذه الحالات يظهر المرضى زيادةً ثابتة في المهادي والاعتلال الدماغي النوي تحت القشرة وماتحت المهاد والذي يؤكدها التصوير بالرنين المغناطيسي الوظيفي والتصوير المقطعي بالإصدار البوزيتروني.وأظهرت بحوثاً أخرى توسعاً في المادة الزمنية البيضاء والمادة الرمادية الأمامية وأحجام المادة الرمادية الزمنية (وتلك المناطق بالغة الأهمية لكلاً من مناطق التخاطب الباطني والظاهري) عندما تقارن مع المرضى المسيطر عليهم. وهذا يعني أن التشوهات الوظيفية والهيكلية في الدماغ يمكن أن تحفز حدوث هلوسات سمعية وكلاهما قد يكون عنصراً وراثياً. وقد عُرف أن اضطراب المزاج يسبب الهلوسة السمعية ولكنها أخف من الهلوسات الناجمة عن الذهان. الهلوسات السمعية هي مضاعفات شائعة نسبياً لاضطرابات عصبية رئيسية (الخرف سابقاً) مثل مرض الزهايمر.
أسباب غير مرتبطة بمرض
من المعروف أن الهلوسة السمعية تظهر نتيجة للإجهاد الشديد أوالحرمان من النوم أو تعاطي المخدرات أو القصور في تطور العمليات النفسية المناسبة. حدد ارتباط الهلوسة السمعية بالعامل الوراثي ولكن معظم الأبحاث عن الأسباب غير الذهانية مازالت جارية.
ربط الإستهلاك العالي للكافيين إلى زيادة في احتمال التعرض للهلوسة السمعية. فأظهرت دراسة أجراتها جامعة لاتروب للعلوم النفسية أن عدداً قليلاً كخمسة أكواب من القهوة كفيلاً بأن يؤدي لهذه الظاهرة.

## التشخيص والعلاج
المستحضرات الصيدلانية
الوسيلة الرئيسة لعلاج الهلوسة السمعية هي باستخدام الأدوية المضادة للذهان التي تؤثر على التمثيل الغذائي للدوبامين. أما إذا كان التشخيص الأولي هو اضطراب المزاج (بسمات نفسية) فتستخدم غالباً الأدوية المساعدة (مثل مضادات الاكتئاب ومثبتات المزاج). قد تسمح هذه الأساليب الطبية للشخص أن يعمل بصورة طبيعية ولكنها ليست كافية للشفاء بالكامل لأنها لاتقضي على اضطراب الفكر.
العلاجات النفسية
قد تبين أن العلاج السلوكي المعرفي فعال في الحد من وتيرة الهلوسات السمعية وآلامها، وخاصةً عندما تكون هنالك أعراض ذهانية أخرى ظاهرة. كما ثبت أن للمعالجة الداعمة أثراً أيضاً في الحد من وتيرة الهلوسات السمعية والمقاومة العنيفة التي يقوم بها المريض تجاه مايسمعه من هلوسات وتقليل حجم الأذية التي يتصور المريض أنها ستصيبة من الهلاوس. وأما العلاجات المعرفية السلوكية الأخرى المستخدمة فقد حققت نجاحاتٍ متفاوتة.
العلاجات غير التقليدية
أثبت التخدير بالصعق الكهربائي قدرته على الحد من الأعراض النفسية التي تتزامن مع الفصام والهوس والاكتئاب وغالباً مايستخدم هذا الأسلوب في مستشفيات الأمراض النفسية.
درس العلاج بالتحفيز المعناطيسي للدماغ في السنوات الأخيرة كوسيلة من وسائل العلاج البيولوجي للهلوسة السمعية. كما ويلعب العلاج بالتحفيز المغناطيسي للدماغ دوراً في تغيير النشاط العصبي على المناطق القشرية للغة. وقد أثبتت الدراسات أنه عندما يستخدم التحفيز المغناطيسي للدماغ كمساعد لمضادات الذهان في حالات المقاومة للعلاج فإنه سيحد من وتيرة الهلوسة السمعية وشدتها.

## الأبحاث الجارية
الأعراض غير الذهانية
هنالك بحوث جارية لدعم التحكم بالهلوسة السمعية عند وجود نقص في الأعراض الذهانية التقليدية (مثل الأوهام وجنون الارتياب) خاصةً عند الأطفال قبل سن البلوغ. وتشير هذه الدراسات إلى وجود نسبة عالية من الأطفال (تصل إلى 14 بالمئة من عينات السكان) يسمعون أصواتاً بلا أي مسببات خارجية لسماعهم لهذه الأصوات، وتجدر الإشارة إلى أن «الأصوات» لايعتبرها الأطباء النفسيين أمثلةً للهلوسة السمعية. فيعد التفريق بين الهلوسة السمعية الحقيقية وسماع «الأصوات» أو الحوار الباطني الطبيعي مهماً حيث أن الحوار الباطني ليس مؤشراً لوجود مرض عقلي.
الأسباب

العوامل المسببة للهلوسة السمعية غير واضحة.
طرح الدكتور تشارلز فرنيهو من جامعة «دورهام» نظرية من ضمن عدة نظريات تخص الهلوسة السمعية. معطياً دليلاً على مشاركة الصوت الباطني في حدوث الهلوسة السمعية، وأقترح اثنتين من الفرضيات البديلة في أصول الهلوسة السمعية غير الذهانية. تعتمد كلاً من هذه النظريات على فهم عملية الاستبطان أو الاستدماج الذهني للصوت الباطني.
الاستدماج الذهني للصوت الباطني
يقصد بعملية الاستدماج الذهني عملية خلق صوت باطني في مرحلة الطفولة المبكرة، ويمكن تقسيمها لأربع مراحل مختلفة.
المرحلة الأولى (الحوار الظاهر): القدرة على إبقاء حوار ظاهري مع شخص آخر، مثال: عندما يتحدث الرضيع لوالديه.
المرحلة الثانية (الحديث الخاص): القدرة على إبقاء حواراً ظاهرياً خاصاً مثل مايحدث للأطفال عند لعبهم فهم يعربون بأصواتهم عن أفعال اللعب التي يقومون بها مستخدمين دمى أو ألعاب أخرى.
المرحلة الثالثة (الحديث الباطني المتوسع): هي المرحلة الأولى من مراحل الحديث الباطني وتتضمن القدرة على إجراء مناجاة داخلية كما يحدث عندما يقوم الشخص بالقراءة لنفسه أو مراجعة قائمة بصمت.
المرحلة الرابعة (الحديث الباطني المكثف): هي المرحلة النهائية من مراحل عملية الاستبطان أو الاستدماج الذهني. وتتضمن هذه المرحلة القدرة على التفكير فيما يتعلق بالمعاني الخالصة دون الحاجة لصياغة الأفكار في كلمات من أجل فهم معناها.
تعطل الاستبطان
قد يحدث التعطل خلال العملية الطبيعية لاستيعاب الصوت الباطني وتحدث عندما يفسر الفرد صوته الخاص وكأنه صوت آخر لا ينتمي له وهي مشكلة من شأنها أن تفسر كخطأ من المرحلة الأولى إلى الرابعة.
إعادة التوسع
كما يمكن أن يحدث التعطل خلال عملية إعادة التخارج (الميل لإدراك العالم الخارجي المتعلق بالذات) للصوت الباطني للفرد، مما يؤدي إلى صوت آخر يبدو غريباً للفرد وهي مشكلة من شأنها أن تفسر كخطأ من المرحلة الرابعة إلى الأولى.
العلاج

أظهرت أبحاث علم النفس أن الخطوة الأولى للعلاج هي أن يدرك المريض أن هذه الأصوات التي يسمعها هي من صنع عقله. ويقال أن هذا الإدراك يمنح المرضى القدرة على السيطرة على حياتهم من جديد. كذلك وقد تساعد بعض التدخلات النفسية بالسيطرة على ظاهرة الهلوسة السمعية ولكن يظل هنالك حاجة للمزيد من الأبحاث.